# 阿拉瓦-门迪萨瓦尔内阁
阿拉瓦-门迪萨瓦尔内阁（西班牙語：Gobierno de Álava-Mendizábal）是西班牙于1835年9月14日组织的一届内阁。由于首相米格尔·里卡多·德阿拉瓦拒绝到任，内阁实际由进步自由派领袖胡安·阿尔瓦雷斯·门迪萨瓦尔作为代首相领导。由于进步派在1834年选出的代表院中占少数地位，门迪萨瓦尔于任内解散代表院重新选举，使进步派成为多数党。然而选举不久后，摄政两西西里的玛丽亚·克里斯蒂娜却任命弗朗西斯科·哈维尔·德伊斯图里斯为首相，致使内阁倒台。

## 组成人员
| 职务                   | 姓名 | 姓名                                    | 就任日期      | 离任日期      | 所属政党 | 所属政党 |
| ---------------------- | ---- | --------------------------------------- | ------------- | ------------- | -------- | -------- |
| 首相                   |      | 米格尔·里卡多·德阿拉瓦                  | 1835年9月14日 | 1835年9月25日 |          | 进步党   |
| 首相                   |      | 胡安·阿尔瓦雷斯·门迪萨瓦尔（代理）      | 1835年9月25日 | 1836年5月15日 |          | 进步党   |
| 国务大臣               |      | 米格尔·里卡多·德阿拉瓦                  | 1835年9月14日 | 1835年10月4日 |          | 进步党   |
| 国务大臣               |      | 胡安·阿尔瓦雷斯·门迪萨瓦尔（代理）      | 1835年10月4日 | 1836年4月27日 |          | 进步党   |
| 国务大臣               |      | 阿尔莫多瓦伯爵 伊尔德方索·迭斯·德里韦拉 | 1836年4月27日 | 1836年5月15日 |          | 进步党   |
| 恩典和司法大臣         |      | 曼努埃尔·加西亚·埃雷罗斯                | 1835年9月14日 | 1835年9月27日 |          | 温和党   |
| 恩典和司法大臣         |      | 华金·迪亚斯·卡内哈（代理）              | 1835年9月27日 | 1835年9月28日 |          | 温和党   |
| 恩典和司法大臣         |      | 阿尔瓦罗·戈麦斯·贝塞拉                  | 1835年9月28日 | 1836年5月15日 |          | 进步党   |
| 战争大臣               |      | 马里亚诺·基罗斯（代理）                 | 1835年9月14日 | 1835年9月27日 |          | 无党籍   |
| 战争大臣               |      | 阿尔莫多瓦伯爵 伊尔德方索·迭斯·德里韦拉 | 1835年9月27日 | 1836年4月27日 |          | 进步党   |
| 战争大臣               |      | 罗迪尔侯爵 何塞·拉蒙·罗迪尔-加约索      | 1836年4月27日 | 1836年5月15日 |          | 进步党   |
| 海军大臣               |      | 胡安·阿尔瓦雷斯·门迪萨瓦尔（代理）      | 1835年9月25日 | 1836年5月2日  |          | 进步党   |
| 海军大臣               |      | 何塞·马里亚·查孔·萨拉瓦                 | 1836年5月2日  | 1836年5月15日 |          | 无党籍   |
| 财政大臣               |      | 胡安·阿尔瓦雷斯·门迪萨瓦尔              | 1835年9月14日 | 1836年5月15日 |          | 进步党   |
| 内政大臣 →王国内政大臣 |      | 拉蒙·希尔·德拉夸德拉                    | 1835年9月14日 | 1835年9月27日 |          | 进步党   |
| 内政大臣 →王国内政大臣 |      | 马丁·德洛斯埃罗斯                       | 1835年9月27日 | 1836年5月15日 |          | 进步党   |

### 引用
1. ↑  Urquijo Goitia (2008)，第35-36頁.